# Rankhof
Le Rankhof est un stade de la ville de Bâle en Suisse, dédié principalement à la pratique du football. 
Longtemps la résidence du FC Concordia Bâle, il accueille désormais les matchs à domicile du FC Nordstern Bâle et de la deuxième équipe du FC Bâle. Il a été rénové entre 1993 et 1995.

## Rencontres internationales
Entre 1924 et 1953, l'équipe de Suisse y dispute 13 rencontres internationales :
| Date            | Adversaire           | Résultat | Spectateurs | Compétition                               |
| --------------- | -------------------- | -------- | ----------- | ----------------------------------------- |
| 21 avril 1924   | Danemark             | 2-0      | 15 000      | Match amical                              |
| 25 octobre 1925 | Allemagne            | 0-4      | 18 000      | Match amical                              |
| 6 mai 1928      | Pays-Bas             | 2-1      | 25 000      | Match amical                              |
| 13 avril 1930   | Hongrie              | 2-2      | 20 000      | Match amical                              |
| 6 novembre 1932 | Suède                | 2-1      | 22 000      | Match amical                              |
| 5 mai 1935      | État libre d'Irlande | 1-0      | 23 000      | Match amical                              |
| 24 mai 1936     | Belgique             | 1-1      | 20 000      | Match amical                              |
| 11 avril 1937   | Hongrie              | 1-5      | 20 000      | Match amical                              |
| 3 avril 1938    | Tchécoslovaquie      | 4-0      | 15 000      | Coupe internationale européenne 1936-1938 |
| 21 mai 1945     | Portugal             | 1-0      | 25 000      | Match amical                              |
| 10 octobre 1948 | Tchécoslovaquie      | 1-1      | 23 000      | Match amical                              |
| 15 octobre 1950 | Pays-Bas             | 7-5      | 23 200      | Match amical                              |
| 27 juin 1953    | Danemark             | 1-4      | 10 000      | Match amical                              |